# 若い季節 (テレビドラマ)
『若い季節』（わかいきせつ）は、1961年4月9日から1964年12月27日までNHK総合テレビで放送された。当時としては珍しいミュージカル風なテレビドラマであった。

## 概要
共に銀座に本社を構える、ライバル関係にある2つの化粧品会社「プランタン化粧品」と「トレビアン化粧品」を舞台に展開するミュージカル風のコメディドラマ。
クレイジーキャッツ、ダニー飯田、パラダイスキングのほか渡辺プロの人気タレントが多く出演。歌と笑いで毎回高視聴率を記録した。
当時のドラマは生放送のものが主流であり、本作もその例に漏れずに生で撮影を行っていた。各回のキャストが決まってから台本の執筆に取りかかる必要があったため、生放送当日の昼過ぎに台本が届くことも珍しくなかったという。
本作は2回映画化されており、放送開始から1年半後の1962年10月20日と3年後の1964年3月20日にそれぞれ東宝系で公開された。この映画2本についての詳細は若い季節 (映画) と続・若い季節を参照。
本作の終了後、それまで日曜21:30枠に放送されていた『大河ドラマ』がこの時間帯へ移動した。以来、NHK総合テレビの日曜20時台は『大河ドラマ』の枠となっている。

## 放送時間
いずれも日本標準時。
- 日曜 20:00 - 20:45 （1961年4月9日 - 1963年3月31日）
- 日曜 20:00 - 20:44 （1963年4月7日 - 1964年4月5日）
- 日曜 20:15 - 20:59 （1964年4月12日 - 1964年12月27日） - 『歌のグランド・ショー』の放送開始に伴い、15分繰り下げて放送。

## キャスト
- 水谷良重
- 黒柳徹子
- 坂本九
- ジェリー藤尾
- 渥美清
- 淡路恵子
- 三木のり平
- 沢村貞子
- 森光子
- ハナ肇とクレイジーキャッツ（ハナ肇、植木等、谷啓、石橋エータロー、犬塚弘、安田伸、桜井センリ）
- スパーク3人娘（中尾ミエ、伊東ゆかり[4]、園まり）
- 横山通乃
- 松村達雄
- 菅原謙次
- 有島一郎
- 古今亭志ん朝
- 小沢昭一
- 岡田眞澄
- 西郷輝彦
- あおい輝彦
- 石濱朗
- 峯京子
- ダニー飯田とパラダイスキング（ダニー飯田、九重佑三子、石川進、佐野修、増田多夢ら）
- 伴淳三郎
- 八波むと志
- 峰岸徹
- 張本勲
- 榎本健一
- 藤村有弘
- 左卜全
- 河内桃子
- スリーファンキーズ（長沢純、高倉一志、手塚しげお）
- 藤田まこと
- 北竜二
- 冨士眞奈美
- いしだあゆみ
- 津川雅彦
- 飯田蝶子
- 南道郎

## スタッフ
- 原作 - 小野田勇
- 制作 - 山本紫朗、渡辺美佐
- 脚本 - 田波靖男、小野田勇

## 補足
本作は生放送だったこともあり、作品そのもののVTRは残っていない。残されているのは、撮影の様子を記録したフィルムのみである。そのため、後年各テレビ局が本作を紹介する際には、このフィルムか映画版の映像を使用することが多い。読売テレビの『スター爆笑Q&A』がジェリー藤尾と淡路恵子に関する問題で本作を取り上げた際には、映画版の映像が流された。